# Homosexualität in Kroatien

Kroatien

In Kroatien ist Homosexualität gesetzlich respektiert, wird aber in Teilen der Gesellschaft nicht akzeptiert. Nach heftigen Auseinandersetzungen in der Vergangenheit gelang es LGBT-Aktivisten jedoch zuletzt, jährliche Gay Prides in Zagreb und Split abzuhalten.

## Rechtslage

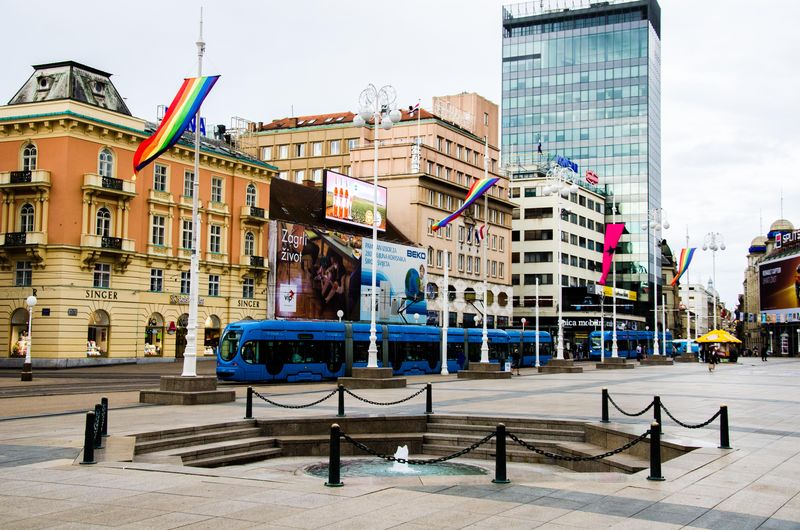
Regenbogenflaggen in Zagreb während der jährlichen Gay Pride Woche

Seit 1977 ist Homosexualität in Kroatien legal. Das Schutzalter ist seit 1988 einheitlich auf 15 Jahre angeglichen. Seit 2003 ist die Diskriminierung wegen der sexuellen Orientierung am Arbeitsplatz aufgrund der Umsetzung der europäischen Gleichbehandlungsrahmenrichtlinie verboten. Homosexuelle Menschen können im Militär dienen.
Seit 2003 erkennt Kroatien unregistrierte gleichgeschlechtliche Partnerschaften an. Ein Gesetz zur Einführung von Eingetragenen Partnerschaften scheiterte 2005 im kroatischen Parlament.
Am 1. Dezember 2013 erfolgte ein bindendes Verfassungsreferendum zum Verbot der gleichgeschlechtlichen Ehe in der kroatischen Verfassung. Bei der Abstimmung stimmten etwa 66 % für das Verbot der gleichgeschlechtlichen Ehe, die Wahlbeteiligung lag bei 38 %. Obwohl nur ca. 25 % der Stimmberechtigten das Verbot unterstützten, ist das Referendum gültig, denn die Vorgängerregierung unter Ivo Sanader hatte im Hinblick auf den EU-Beitritt Kroatiens jegliche Mindestbeteiligung bei Volksabstimmungen abgeschafft. Initiiert wurde das Referendum von der Initiative U ime obitelji  („Im Namen der Familie“), unterstützt wurde es von kirchlichen Organisationen und der oppositionellen HDZ. Die Mitte-links-Regierung unter Ministerpräsident Zoran Milanović hatte sich zuvor gegen das Verbot ausgesprochen.
An der Einführung einer Eingetragenen Partnerschaft hielt die Regierung auch nach dem Referendum fest. Ein entsprechendes Gesetz wurde am 15. Juli 2014 im kroatischen Parlament verabschiedet und trat am 1. September in Kraft.

## Gesellschaftliche Situation
Die homosexuelle Community findet sich vorrangig in der Hauptstadt Zagreb, Split sowie in Rijeka. In Zagreb und Split findet jährlich ein CSD Zagreb Pride bzw. Split Pride statt. Beim Zagreb Pride 2007 kam es zu einem gewalttätigen Zwischenfall, als der 25-jährige Josip Šitum fünf oder sechs Molotowcocktails in die Menge warf. Der Straftäter wurde zu einer Gefängnisstrafe verurteilt.
Gegen die erste Parade in der kroatischen Adriastadt Split am 11. Juni 2011 kam es zu massiven Ausschreitungen: Schätzungsweise 10.000 Menschen griffen die rund 300 Teilnehmer des ersten öffentlichen Schwulenumzuges in der größten Hafenstadt des Landes mit Steinen, Feuerwerkskörpern, Eiern, Gläsern und Flaschen an. Laut Polizeiangaben mussten fünf Personen mit Verletzungen ins Krankenhaus gebracht werden. Die Parade musste abgebrochen werden, die Teilnehmer mussten flüchten. Nicola Duckworth, Sprecherin von Amnesty International, verurteilte die Ausschreitungen scharf: Es ist eine Schande, dass die Polizei dabei versagt hat, die Teilnehmer des Marsches ausreichend zu schützen. 2012, 2013 und 2014 fanden friedlich verlaufene Paraden in Split und Zagreb statt.
Die Gay Pride 2013 in Zagreb umfasste insgesamt 15.000 Teilnehmer und war bisher die größte Parade im Land.

## Tourismus und Homosexualität in Kroatien
Der Tourismus ist ein wichtiger Zweig der Wirtschaft Kroatiens. Das Land ist eines der beliebtesten Urlaubsreiseziele Europas und hat eine langjährige Tradition im Fremdenverkehr.
Als sog. „Gay-Friendly-Places“ gelten: Rijeka, Rab, Rovinj, Hvar und Dubrovnik. In den genannten Städten finden sich Gay-Friendly Hotels und Pensionen sowie Bars, Clubs und Strände.